# Curcuma karnatakensis
Curcuma karnatakensis là một loài thực vật có hoa trong họ Gừng. Loài này được V. A. Amalraj, K. C.  Velayudhan và V. K. Muralidharan mô tả khoa học đầu tiên năm 1991. Mẫu định danh Amalraj 807 thu thập gần Hirahalli, quận Uttar Kanad, bang Karnataka ngày 11 tháng 9 năm 1990.

## Phân bố
Loài này có tại bang Karnataka, tây nam Ấn Độ.